# Liste de Stoff
Liste de Stoff est la liste des noms de code des ergols utilisés par les allemands pendant la 2de Guerre mondiale pour la propulsion des premiers avions-fusées ainsi que des premiers missiles.

## Étymologie
En allemand, « Stoff » signifie à peu près la même chose que « matériel » ou « substance », à travers sa traduction en tant que calque de l'anglais « stuff » (en anglais : « substance »), la forme allemande découle ultérieurement de l'ancien français estoffe (tissu ou matériel). Stoff a donc un éventail aussi large de significations, allant de « substance chimique » à « chiffon », selon le contexte. 

## Historique
De tels noms de code étaient déjà en vigueur lors de la Première Guerre mondiale mais avec un sens souvent différent : le T-Stoff, par exemple, désignait le bromure de xylyle (C8H9Br) pendant la 1re Guerre mondiale (un gaz de combat utilisé notamment dans des obus sur le front russe, où il fit neuf mille morts), mais un carburant pour avions-fusées pendant la 2de Guerre mondiale.
Lors de la Seconde Guerre mondiale, les Allemands ont développé des substances particulières destinées à la propulsion des premiers avions-fusées ainsi que des premiers missiles. Ces substances, particulièrement dangereuses, faisaient l'objet de recherches et de mises en œuvre pointues pour l'époque, rendues possibles par l'utilisation massive de prisonniers internés en camp de concentration (tel celui de Dora). Elles étaient désignées par des noms de code en une lettre, dont le sens pouvait éventuellement varier selon le contexte. 

## Liste des «Stoff» de la Seconde Guerre mondiale
- A-Stoff : oxygène liquide O2 (ergol cryogénique utilisé avec le B-Stoff dans les fusées V2)
- B-Stoff : hydrate d'hydrazine N2H4•H2O ou (75 % éthanol H3C-CH2OH + 25 % eau H2O utilisé avec le A-Stoff dans les fusées V2)
- C-Stoff : 57 % méthanol CH3OH + 43 % hydrate d'hydrazine N2H4•H2O (utilisé avec le T-Stoff dans le Messerschmitt Me 163B)
- M-Stoff : méthanol CH3OH
- N-Stoff : trifluorure de chlore ClF3
- R-Stoff : 57 % xylidine H2N-C6H3(CH3)2 + 43 % triéthylamine N(CH2CH3)3
- S-Stoff : 90-97 % acide nitrique HNO3 + 3-10 % (acide sulfurique H2SO4 ou perchlorure de fer FeCl3)
- SV-Stoff : (85-90 % acide nitrique HNO3 + 10-15 % acide sulfurique H2SO4) ou (95 % acide nitrique HNO3 + 5 % peroxyde d'azote N2O4)
- T-Stoff : 72-76 % peroxyde d'hydrogène H2O2 + 18-19 % eau H2O + 5-10 % (8-hydroxyquinoléine + phosphate de sodium Na3PO4 + acide phosphorique H3PO4), hypergolique avec le C-Stoff
- Z-Stoff : permanganate de potassium KMnO4, permanganate de sodium NaMnO4, voire permanganate de calcium Ca(MnO4)2, utilisé comme catalyseur de décomposition du T-Stoff.